# The Wild, the Willing and the Innocent
The Wild, the Willing and the Innocent è un album studio del gruppo musicale britannico UFO, pubblicato nel 1981 dalla Chrysalis Records.

## Tracce
1. Chains Chains – 3:24 (Way, Mogg)
2. Long Gone – 5:17 (Chapman, Mogg)
3. The Wild, the Willing and the Innocent – 4:57 (Chapman, Mogg)
4. It's Killing Me – 4:29 (Way, Mogg)
5. Makin' Moves – 4:43 (Chapman, Mogg)
6. Lonely Heart – 5:00 (Chapman, Way, Mogg)
7. Couldn't Get It Right – 4:33 (Chapman, Way, Mogg)
8. Profession of Violence – 4:22 (Chapman, Mogg) – (listed as 'Profession Of' on original US release)
9. Hot 'N' Ready – 3:34 (Schenker, Mogg) – (live, bonus on CD issue)

## Formazione
- Phil Mogg – voce
- Paul Chapman – chitarra
- Neil Carter – chitarra
- Pete Way – basso
- Andy Parker – batteria